# Glynn Watson
Glynn Juwan Watson Jr. (Chicago, Illinois; 9 de marzo de 1997) es un baloncestista estadounidense que pertenece a la plantilla del LDLC ASVEL de la LNB Pro A francesa. Con 1,83 metros de estatura, juega en la posición de base.

## Trayectoria deportiva

### Universidad
Es un jugador formado en la universidad de Nebraska Cornhuskers en el que jugó durante cuatro temporadas, en las que promedió 11,4 puntos, 3,1 rebotes y 2,9 asistencias por partido.

### Profesional
Tras no ser elegido en el  Draft de la NBA de 2019, debutaría como profesional en las filas del Lavrio B.C. de la A1 Ethniki.
En la temporada 2019-20 jugaría la cifra de 20 partidos promediando 7.95 puntos por encuentro.
En la temporada 2022-23, firma por el Trefl Sopot de la Polska Liga Koszykówki. El 21 de diciembre dejó el equipo de mutuo acuerdo.
En la temporada 2023-24, firma por el Telekom Baskets Bonn de la Basketball Bundesliga de Alemania.
El 30 de julio de 2024 fichó por el BCM Gravelines-Dunkerque de la LNB Pro A francesa.
El 10 de agosto firmó con el  LDLC ASVEL, también de la LNB Pro A.